# Biosfeerreservaat Berezinski
Het Biosfeerreservaat Berezinski of Zapovednik Berezinski (Wit-Russisch: Бярэзінскі біясферны запаведнік; Russisch: Березинский биосферный заповедник) is gelegen op de grens van de oblasten Minsk en Vitebsk. Het heeft een totale grootte van 1.139,29 km² en is in 1978 toegevoegd aan de wereldwijde lijst van biosfeerreservaten van UNESCO. Het gebied heeft echter al in 1925 de basis gelegd voor natuurbescherming, toen het als natuurreservaat werd verklaard om de ernstig bedreigde populatie bevers (Castor fiber) te herstellen. Het reservaat stond sinds die tijd al symbool voor onaangeraakte natuur. Sinds 1994 is het Biosfeerreservaat Berezinski in een coöperatief partnerschap met het Regionaal natuurpark Vosges du Nord uit Frankrijk, waarbij natuurspecialisten worden uitgewisseld en veldstudies worden gehouden over onder meer wolvenecologie, ornithologie, bosbeheer en ecotoerisme.

## Klimaat
De warmste maand in het gebied is juli, met een gemiddelde temperatuur van 17,3. De koudste maand is januari, wanneer de temperaturen gemiddeld −6,3 zijn. De jaarlijkse hoeveelheid neerslag ligt tussen de 509,3 en 980,4 mm. Tussen mei en september valt doorgaans de meeste neerslag, met de piek in juli. Het gebied raakt meestal besneeuw vanaf midden/eind november en dooit weer vanaf eind maart.

## Flora en fauna
Het is een van de meest zuidelijke uitlopers van de taiga en de flora en fauna in het gebied zijn kenmerkend voor de boreale zone van noordelijk Europa. Het gebied bestaat voor circa 80% uit oude, zuidelijke boreale bossen. Hoogvenen beslaan 430 km² en beslaan daarmee een belangrijk deel van het reservaat. Deze open turfzones zijn nagenoeg onaangeraakt gebleven en behoren tot Europa's grootste moerassen. De belangrijkste rivier in het reservaat is de Berezina, die met een lengte van 110 km door het gebied stroomt en is tevens de rivier waaraan het Berezinski Biosfeerreservaat zijn naam dankt. In totaal stromen er 69 rivieren door het gebied. Overige biotopen in het gebied zijn meren en overstromingsgraslanden. In het Biosfeerreservaat Berezinski zijn 798 vaatplanten, 216 mossen, 238 korstmossen en 463 schimmels vastgesteld. De dichtheden aan zoogdieren en vogelsoorten zijn in het gebied erg hoog, wat het een interessant gebied maakt voor ecotoerisme.
Er zijn 52 zoogdiersoorten te vinden in het reservaat, waaronder de bruine beer (Ursus arctos), wolf (Canis lupus), eland (Alces alces), otter (Lutra lutra), Euraziatische lynx (Lynx lynx), das (Meles meles) en de wisent (Bison bonasus). De laatstgenoemde werd in 1974 in het reservaat geherintroduceerd. Het is ook de enige regio in Wit-Rusland waar wolven niet bejaagd worden. Er leven nu 20 à 25 wolven in een gebied van 860 km²; vooral in het bosrijke noorden. Omdat de landbouw in het gebied achteruit gaat kan het bos zich uitbreiden, waardoor ook de wolf en andere zoogdieren meer leefgebied hebben.
Er zijn in het Biosfeerreservaat Berezinski  217 vogelsoorten vastgesteld. Het auerhoen (Tetrao urogallus), korhoen (Lyrurus tetrix), zwarte ooievaar (Ciconia nigra), visarend (Pandion haliaetus), schreeuwarend (Clanga pomarina), kraanvogel (Grus grus), laplanduil (Strix nebulosa), oeraluil (Strix uralensis), dwerguil (Glaucidium passerinum) en witrugspecht (Dendrocopos leucotos) en de zeldzame bastaardarend (Clanga clanga) zijn hier slechts enkele van.

## Historie
Tussen 26 en 29 november 1812, vond er langs de rivier Berezina een veldslag plaats tussen het leger van Napoleon en het Russische leger. Deze wordt de Slag aan de Berezina genoemd en resulteerde in de terugtrekking van het Franse leger. De Franse uitdrukking, "C'est la Bérézina", wordt tegenwoordig nog gebruikt wanneer men diep in de problemen zit.